# Enigma (Geórgia)
Enigma é uma cidade  localizada no estado americano de Geórgia, no Condado de Berrien.

## Demografia
Segundo o censo americano de 2000, a sua população era de 869 habitantes.
Em 2006, foi estimada uma população de 882, um aumento de 13 (1.5%).

## Geografia
De acordo com o United States Census Bureau tem uma área de
8,5 km², dos quais 8,4 km² cobertos por terra e 0,1 km² cobertos por água.

## Localidades na vizinhança
O diagrama seguinte representa as localidades num raio de 24 km ao redor de Enigma.